# Fregata Island
Fregata Island (englisch; bulgarisch остров Фрегата ostrow Fregata) ist eine in südost-nordwestlicher Ausrichtung 480 m lange und 230 m breite Insel vor der Nordküste von Nelson Island im Archipel der Südlichen Shetlandinseln. Sie liegt 2,29 km westlich bis nördlich des Cariz Point, 1,7 km nordnordöstlich des Baklan Point, 1,93 km ostnordöstlich von Withem Island, 110 m nordöstlich von Kondor Island sowie 100 m südsüdwestlich von Akin Island.
Britische Wissenschaftler kartierten sie 1968. Die bulgarische Kommission für Antarktische Geographische Namen benannte sie 2018 nach dem bulgarischen Trawler Fregata, der von den 1970er bis in die frühen 1990er Jahre für den Fischfang in den Gewässern um Südgeorgien, um die Kerguelen, um die Südlichen Orkneyinseln und um die Südlichen Shetlandinseln tätig war.